# Budoucnost

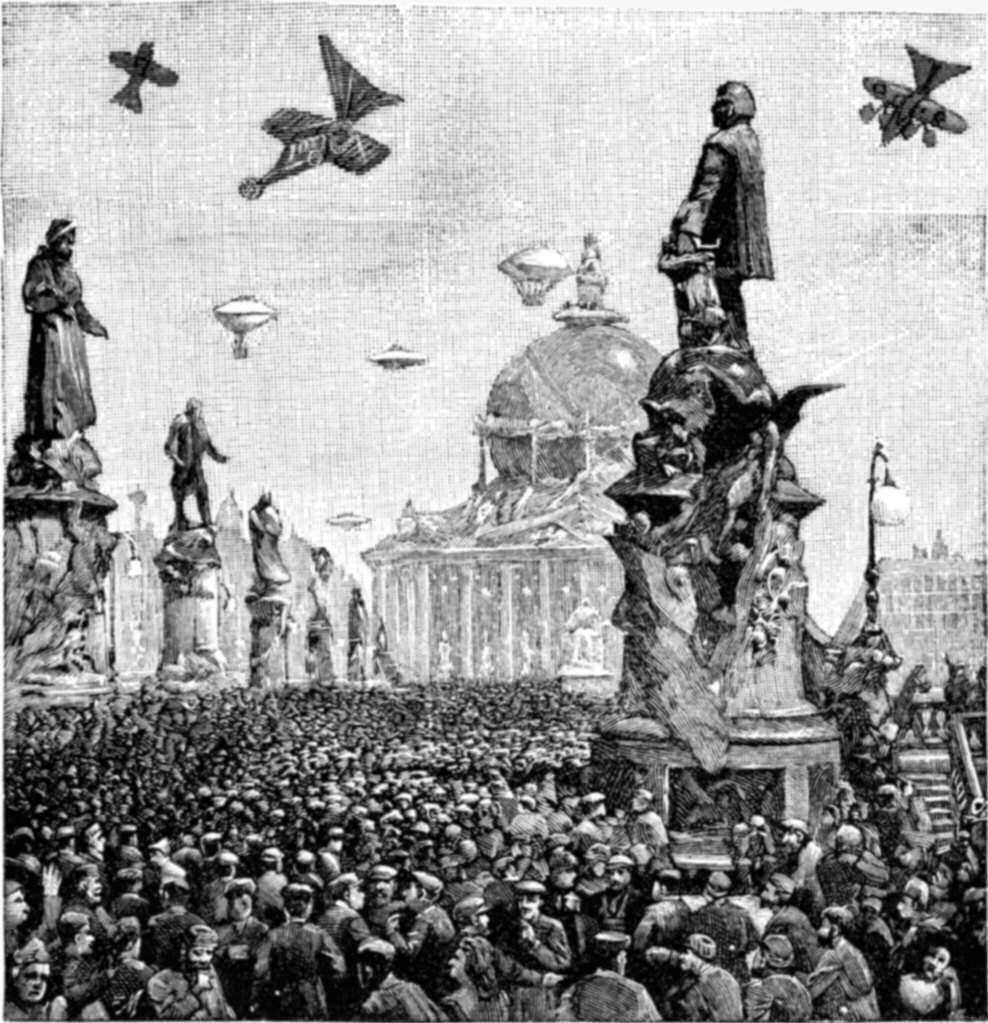
Představa budoucího města z roku 1911

Budoucnost je doba, která (ze subjektivního pohledu) následuje po přítomnosti.
Lidstvo se odpradávna snaží zjistit svoji budoucnost věštěním, předpověďmi. Neexistuje však objektivní důkaz, že by se budoucnost skutečně předpovídat či odhadovat dala. 
Budoucnost se často stává námětem vědecko-fantastické literatury.